# Izavieknik
La rivière Izavieknik est un cours d'eau d'Alaska, aux États-Unis situé dans la Région de recensement de Dillingham.

## Description
Longue de 22 milles (35 km), elle coule en direction du sud-ouest jusqu'au lac Togiak, à 85 milles (137 km) au nord-est de Goodnews Bay.
Son nom eskimo a été référencé en 1951 par l'United States Geological Survey.

## Sources
- (en) « Izavieknik », Geographic Names Information System